# Rui Mayer
Ruimondo Ferro Mayer (ur. 29 grudnia 1888 w Mercês w Lizbonie, zm. 6 września 1959 w Lizbonie) – belgijski szermierz, dwukrotny olimpijczyk.
Walczył w szpadzie. Brał udział w dwóch igrzyskach olimpijskich: w Antwerpii w 1920 i w Paryżu w 1924. Na obu zajmował 4. miejsce w drużynie i odpadał w ćwierćfinale zawodów indywidualnych. 